# Lensia reticulata
Lensia reticulata är en nässeldjursart som beskrevs av Totton 1954. Lensia reticulata ingår i släktet Lensia och familjen Diphyidae. Inga underarter finns listade i Catalogue of Life.